# Gregg Gonsalves
Gregg Gonsalves (Mineola, 21 de octubre de 1963) es un activista de la lucha contra el VIH/sida, biólogo y profesor estadounidense.

## Biografía
Sus padres, una italoestadounidense y un lusoestadounidense, fueron maestros que lo criaron en el East Meadow de la ciudad de Nueva York. La familia se completaba con sus dos hermanas, Carin (hoy médica en la ciudad de Filadelfia) y Dana (hoy artista comercial en Brooklyn).
En 1981 ingresó a la Universidad Tufts para estudiar licenciatura en literatura (estadounidense, inglesa y rusa) y ruso, pero las abandonó antes de terminar. En 1995 descubrió que era seropositivo.
En 2008 se matriculó en la Universidad Yale (aprovechando el Programa de Estudiantes Eli Whitney) y en 2011 se graduó de licenciado en biología, especializándose en ecología. En 2017 obtuvo el doctorado por su trabajo en Epidemiología de las Enfermedades Microbianas.

## Carrera
En 1990 comenzó a trabajar con ACT UP, una organización de lucha contra el VIH/sida, y en 1992 cofundó el TAG junto a Mark Harrington. Desde la última fue autor de varios informes sobre la investigación del VIH, incluida una revisión crítica de los Institutos Nacionales de Salud, que condujo a una reorganización del Programa de VIH/sida del NIH por parte del Congreso estadounidense.
En 2000 se unió al Departamento de Políticas Públicas de la organización Gay Men's Health Crisis. En 2006 se mudó a Ciudad del Cabo para trabajar para la Alianza por los Derechos y el SIDA para África Austral, donde formó parte de campañas para ampliar el acceso a la terapia antirretroviral en el África austral y expuso en la XVI Conferencia Internacional sobre el Sida. Dos años después también pronunció discursos la XVII Conferencia Internacional celebrada en la Ciudad de México. En los años 2000 también fue cofundador de la Coalición Internacional de Preparación para el Tratamiento, una organización mundial que lucha por la promoción de la educación, el acceso a los antirretrovirales, el tratamiento del VIH/sida y su correcto seguimiento.

### Años 2010
En 2012 fue becario de la Open Society Foundations, comparando movimientos sociales sobre la salud materna, la tuberculosis y el VIH/sida en Brasil, Sudáfrica y Ucrania. Desde entonces ha sido consultor para importantes medios como The New York Times, The Washington Post, Foreign Policy y The Nation.
En 2017 se incorporó al cuerpo docente de la Escuela de Salud Pública de la Universidad Yale. Allí investiga el uso de modelos cuantitativos para mejorar la prestación de servicios y dar forma a la formulación de políticas sobre la drogodependencia y el VIH/sida.

## Legado
En 2008 la Fundación John M. Lloyd lo premió con $100.000 dólares por su liderazgo en materia de la lucha contra el VIH/sida. Junto a Mark Harrington son los únicos dos activistas contra el VIH/sida que han recibido las becas MacArthur, por sus esfuerzos y trabajos en ACT UP y TAG.
En 2019 el Instituto Nacional sobre el Abuso de Drogas lo premió por «su trabajo de examinar la sindemia de VIH, hepatitis C y sobredosis, en el contexto de la epidemia de opioides en los Estados Unidos».